# 다케다 소카쿠

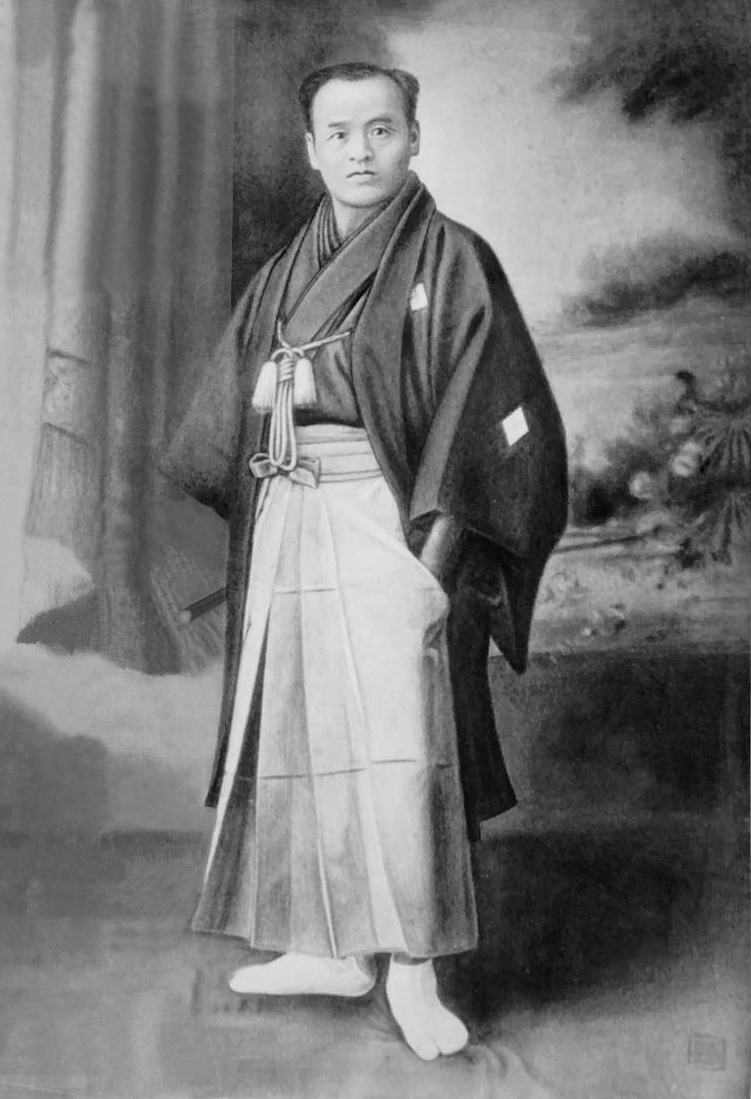
다케다 소카쿠

다케다 소카쿠(일본어: 武田 惣角, 1859년 10월 10일 ~ 1943년 4월 25일)는 대동류 합기유술의 시조로 알려져 있는 일본의 무술가이다. 오늘날의 후쿠시마현인 아이즈번에서 태어났다.